# The Goodees
The Goodees waren eine US-amerikanische Girlgroup der 1960er Jahre. Sie waren die einzige weiße Gruppe bei Stax Records.

## Geschichte
Die Goodees bestanden aus den Schulfreundinnen Kay Evans, Sandra Jackson und Judy Williams, die sich an der Messick High School in Memphis (Tennessee) kennenlernten. Sie sangen bei Schulversammlungen und öffentlichen Veranstaltungen.
1967 gewann die Gruppe einen Talentwettbewerb und erhielt als Preis einen Plattenvertrag bei HIP Records, einer neuen Tochtergesellschaft von Stax Records. Noch im gleichen Jahr erschien die von David Porter und Isaac Hayes geschriebene erste Single der Goodees, For a Little While.
Das einzige Album der Goodees, Candy Coated Goodees (Produktion: Don Davis), wurde 1969 veröffentlicht. Es enthielt hauptsächlich neues Material, aber auch Coverversionen anderer Girlgroup-Klassiker der 1960er wie My Boyfriend's Back von den Angels oder He’s a Rebel von den Crystals.
Bis 1969 veröffentlichte die Gruppe vier Singles, von denen Condition Red Anfang 1969 Platz 46 der US Billboard-Charts erreichte. Das Lied ist auf verschiedenen Kompilationen von Girlgroup-Musik der 1960er Jahre zu finden, darunter Where the Girls Are, Volume 1 von Ace Records oder One Kiss Can Lead to Another: Girl Group Sounds Lost and Found (2005) der Rhino Entertainment Company.

## Diskografie

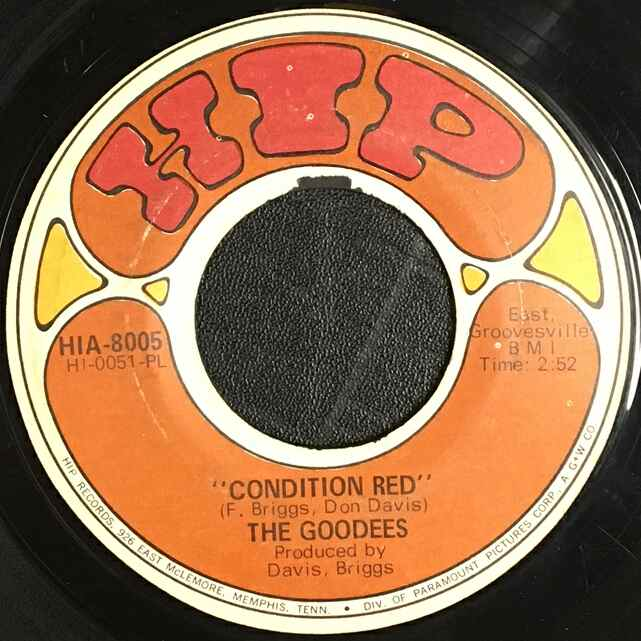
Die Single Condition Red, 1969.

### Studioalben
- 1969: Candy Coated Goodees (HIS 7002)

### Singles
- 1967: "For a Little While" / "Would You, Could You" (H-1202)
- 1968: "Condition Red" / "Didn’t Know Love Was So Good" (HIA-8005)
- 1969: "Jilted" / "Jilted" (HIA-8010)
- 1969: "Goodees" / "He’s a Rebel" (HIA-8016)

### Compilations
- 2010: Condition Red! The Complete Goodees (Ace CDCHD 1291)